# Myrtlewood
Myrtlewood város az USA Alabama államában, Marengo megyében. Lakosainak száma 70 fő (2020. április 1.).

## Népesség
A település népességének változása:
| Lakosok száma | 139  | 130  | 70   |
|               | 2000 | 2010 | 2020 |